# Floresta Nacional de Açu
A Floresta Nacional de Açu (FLONA de Açu) é uma  unidade de conservação brasileira administrada pelo Instituto Chico Mendes de Conservação da Biodiversidade - ICMBio. Está localizada no Rio Grande do Norte, no município de Assu.
Localizada na bacia do Piancó-Piranhas-Açu e margeada pela lagoa do Piató, a Floresta Nacional de Açu é um fruto da mobilização social, tendo um importante papel na proteção de espécies típicas e ameaçadas da biodiversidade da Caatinga e no combate ao processo de desertificação do semiárido, contribuindo para a construção de conhecimento, uso público e atividades socioambientais.

## Histórico
A Floresta Nacional de Açu foi instituída pela Portaria Nº 245 de 18 de julho 2001 e possui oficialmente uma área de 215,25 ha, executando várias atividades como a proteção, pesquisa científica, recuperação ambiental e visitação.
Foi criada inicialmente como horto florestal, por meio da lei n° 1.175/1950.

## Caracterização da área e importância
A unidade de conservação abriga quatro grupos vegetacionais da Caatinga: Caatinga arbustiva, Caatinga arbustivo-arbórea, Caatinga gramíneo-arbustiva e a Caatinga herbáceo-arbustiva, que além de alimentarem e protegerem a fauna regional contribuem com a recarga do aquífero Açu e a manutenção da Lagoa do Piató, com 18 km de comprimento e profundidade máxima de 10 m.
A FLONA é considerada um símbolo de resistência e beleza cênica da caatinga, sendo marcante a paisagem da Lagoa do Piató e seus carnaubais e um patrimônio sociocultural, histórico e ambiental do Vale do Açu.
São desenvolvidas pesquisas de diversas instituições e áreas do conhecimento, como o estudo do comportamento do sagui-do-nordeste (Callithrix jacchus), além do projeto de Restauração Ecológica da Caatinga, desenvolvido pela Universidade Federal do Rio Grande do Norte (UFRN).
Também é fonte de sementes para a produção de mudas que podem ser utilizadas na recuperação de áreas degradadas, arborização pública, combate a desertificação e projetos educacionais, preservando as matrizes florestais da caatinga.
Controla processos erosivos, ameniza o assoreamento da Lagoa Piató, contribui para a recarga dos aquíferos ao permitir a infiltração da água no solo e ameniza os efeitos das ilhas de calor da área urbana.

## Biodiversidade
Dentre as espécies vegetais encontradas na FLONA de Açu, se destacam: a catingueira (Caesalpinia pyramidalis), angico (Anadenanthera colubrina), catanduva (Piptadenia moniliformis), emburana (Commiphora leptophloeos), embiratanha (Pseudobombax marginatum), ameixa-do-sertão (Ximenia americana), pau d’arco (Tabebuia impetiginosa), aroeira-do-sertão (Myracroduon urundeuva), cumaru (Amburama cearensis), carnaúba (Copernicia prunifera) e juazeiro (Ziziphus joazeiro). 
Algunas dessas espécies da flora encontram-se vulneráveis ou em perigo de extinção, como a catingueira (Caesalpinia pyramidalis) a aroeira-do-sertão (Myracroduon urundeuva) e a baraúna (Schinopsis brasiliensis), espécies importantes para bioma da Caatinga, além de outras espécies fundamentais para as abelhas meliponídeas e melíferas.
A fauna também é representada por espécies ameaçadas, tais como as aves arapacu-do-nordeste (Xiphocolaptes falcirostris), sebinho-de-olho-de-ouro (Hemitriccus margaritaceiventer) e Pica-pau-anão-da-caatinga (Picumnus limae), além de felinos como gato-do-mato-pintado (Leopardus tigrinus) e gato-mourisco (Puma yagouaroundi).
Outras espécies de animais encontradas são: nambu, asa branca, rolinha, galo de campina, canção e sabiá; espécies de répteis como cobras e tejos; mamíferos como peba, preá, veado-campeiro e sagui do nordeste. A Flona abriga também animais noturnos como raposas, guaxinins, tatus, corujas e urutaus.

## Conservação
Entre as ameaças sofridas pela FLONA e seu entorno estão a urbanização desordenada, poluição, conflitos de uso e invasões, especulação imobiliária,  desmatamento e fragmentação de habitats com consequente perda da biodiversidade, presença linhas de transmissão de transmissão de energia, projetos de irrigação com má gestão da água na fruticultura, aplicação indiscriminada de agrotóxicos no entorno da unidade e o impacto de aticidades industriais.

A lagoa do Piató era abastecida naturalmente pelo rio Piranhas até à construção da Barragem Armando Ribeiro. Desde então está sujeita a secas regulares, como as que ocorreram em novembro de 1999 e dezembro de 2014.